# Мирне (Білицька селищна громада)
Мирне — село в Україні, у Білицькій селищній громаді Полтавського району Полтавської області. Населення становить 241 осіб.

## Географія
Село Мирне знаходиться за 2 км від правого берега річки Ворскла. На відстані 2 км розташовані смт Білики та село Жуки. Поруч проходить залізниця, зупинний пункт 193 км.

## Історія
До 2016 року село носило назву Фрунзе.
12 червня 2020 року, відповідно до розпорядження Кабінету Міністрів України № 721-р «Про визначення адміністративних центрів та затвердження територій територіальних громад Полтавської області», село увійшло до складу Білицької селищної громади.
19 липня 2020 року, в результаті адміністративно - територіальної реформи та ліквідації  Кобеляцького району, село увійшло до складу новоутвореного Полтавського району.